# Margaret Ogola
Margaret Atieno Ogola (n. 2 iunie 1958, Kenya – d. 22 septembrie 2011, Nairobi, Kenya) a fost o scriitoare kenyană, care a scris The River and the Source și continuarea sa, I Swear by Apollo. The River and the Source urmărește patru generații de femei kenyene într-o țară și într-o societate aflate în rapidă schimbare. Cartea a fost inclusă în programa KCSE (bacalaureatul kenyan) de mulți ani și a câștigat premiul Commonwealth Writers' Prize în 1995 pentru cel mai bun debut din Regiunea Africa. Ogola și-a finalizat ultima carte, intitulată Mandate of the People, înainte de moartea ei și urmează să fie lansată postum. De asemenea, a primit Premiul Familias pentru Serviciu Umanitar al World Congress of Families.
Pe lângă cariera ei de scriitoare, Ogola a lucrat ca medic pediatru și director medical al Cottolengo Hospice, un azil pentru orfanii cu HIV și cu SIDA.

## Scrieri
A scris trei romane, o biografie și un manual pentru părinți.
- The River and the Source, un roman care este o carte canonică folosită în școlile din Kenya și care a câștigat Premiul Jomo Kenyatta pentru literatură în 1995 și Premiul Commonwealth Writers' din 1995 pentru cea mai bună carte de debut din Africa.[7] A fost tradus în italiană, lituaniană și spaniolă. Cartea descrie viața în schimbare a 4 generații de femei kenyene.[8]
- I Swear by Apollo, un roman care examinează probleme de etică medicală și problema identității autentice[9]
- A Biography: A Gift of Grace, examinează viața primului episcop, arhiepiscop și cardinal catolic din Kenya, cardinalul Maurice Michael Otunga (1923–2003).[10]
- Educating in Human Love, o carte-ghid pentru copiii despre sex și un manual pentru părinți[11]
- Place of Destiny, un roman despre o femeie care moare de cancer, ascensiunea la recunoaștere al unui fost copil al străzii, precum și problema sărăciei. A câștigat Premiul Jomo Kenyatta pentru literatură.

## Omagiu
Pe 12 iunie 2019, la împlinirea a 60 de ani de naștere, Ogola a fost onorată cu un Google Doodle.

### Listă de cărți și alte surse
- The River and the Source (1994) ISBN: 9966-882-05-7
- Cardinal Otunga: A Gift of Grace cu Margaret Roche (1999) ISBN: 9966-21-426-7
- I Swear by Apollo (2002) ISBN: 9966-882-72-3
- Place of Destiny (2005) ISBN: 9966-08-062-7
- Mandate of the people (2012) ISBN: 9966-011773
- Narator sau „prezentator” pentru The odds against us – but there's hope (videocasetă VHS) Nairobi: Ukweli Video Productions, c. 2002.